# 銀色鼠隊
銀色鼠隊，於1970年代在香港成立的七人流行樂團，屬玩票性質，成員都是當時知名的藝人，依排名為張沖、謝賢、陳自強、陳浩、秦祥林、鄧光榮和沈殿霞，男生們分別互稱為一哥至六哥，沈殿霞則是七妹，彼此感情甚篤，成立靈感來自於荷里活藝人迪安·馬丁所成立的鼠黨。